# フクシャ

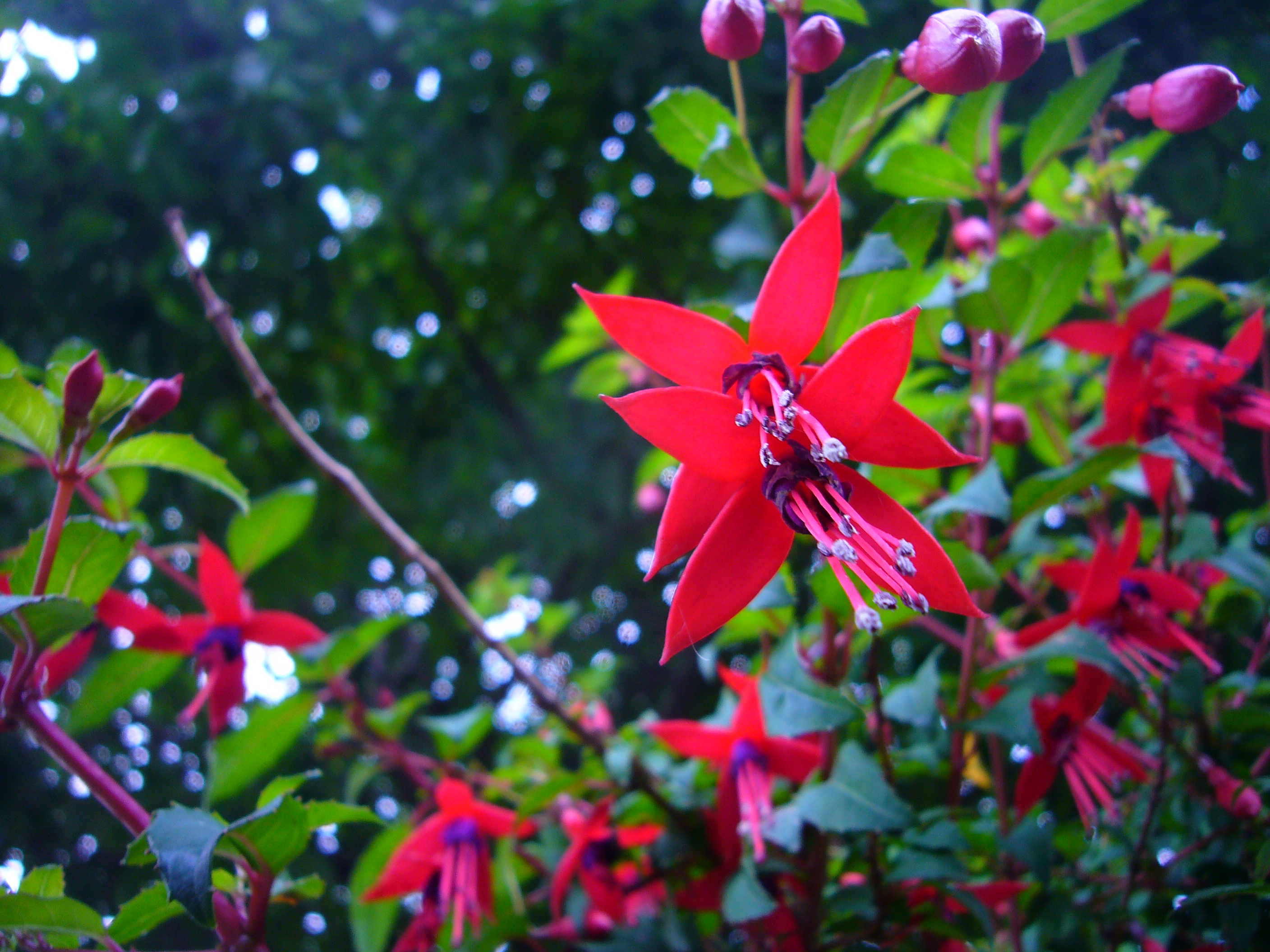
フクシアの花

フクシャ（フクシア・フューシャ、fuchsia）は赤紫色のことである。アカバナ科の植物フクシアの花の色にちなんで名づけられた。そのほかにフクシアの花の色にちなんで名づけられたものが、アニリン染料のフクシンであり、このフクシンの色は後にマゼンタと名づけられたため、フクシャとマゼンタはしばしば同一視される。フクシアの名前はドイツの植物学者フクス（L. Fuchs）にちなんでいる。
色材としてはマゼンタは三原色のひとつとして特別な扱いを受けるため、しばしばフクシャとの間に相違が出る。いわばマゼンタは基本色としての色名であり、フクシャはあくまで花の色にちなむ固有色なのである。
一方、ウェブカラーとしてもFuchsiaの語が定義されており、HTMLやCSSなどでカラーネームをFuchsiaとすることでウェブ上に鮮やかな赤紫色を表示することが出来る。ところがこの色は、赤（Red, #FF0000）と青（blue, #0000FF）をそのまま合成した色（#FF00FF）であり、ウェブカラーとしてのマゼンタ（Magenta, #FF00FF）とまったく同じ色合いになる。ウェブ上ではフクシャとマゼンタは完全に同一の色として扱われる。（このウェブカラーはしばしばピンクや紫とも呼ばれる。）
また、フクシアの花の個体差によるわずかな色合いの違いによって、フクシャパープル（fuchsia purple）、フクシャレッド（fuchsia red）、フクシャピンク（fuchsia pink）などの色名も用いられるようになった。

## 近似色
- マゼンタ
- 紅色
- 唐紅
- 赤
- ピンク
- 紫